# 801 (Band)
801 war eine englische Rockband, die im Jahr 1976 von prominenten Roxy-Music-Musikern wie Phil Manzanera und Brian Eno gegründet wurde.

## Geschichte
Im Jahr 1976, während Roxy Music sich vorübergehend aufgelöst hatte, wurde 801 als temporäres Projekt gegründet. Die Musiker begannen in den Island Studios, Hammersmith, etwa drei Wochen vor ihrem ersten Konzert zu proben. Der Name der Band entstammt dem Refrain des Brian-Eno-Song The True Wheel, „We are the 801, we are the central shaft“ (dt.: „Wir sind die 801, wir sind die zentrale Achse“), das 1974 auf seinem Solo-Album Taking Tiger Mountain (By Strategy) erschien.
801 gaben zunächst drei Konzerte, eines in Norfolk, eines beim Reading Festival und als Abschlusskonzert am 3. September 1976 eines in der Londoner Queen Elizabeth Hall. Das letzte Konzert wurde live aufgezeichnet und als 801 Live veröffentlicht. Die Musik bestand aus einer Auswahl von Manzanera-, Eno- und Quiet-Sun-Stücken, sowie einer Adaption des John Lennon-Paul-McCartney-Stücks Tomorrow Never Knows und dem The-Kinks-Hit von 1964 You Really Got Me.
Das Album, das auf dem Höhepunkt der Punkrock-Bewegung in Großbritannien erschien, war kein großer kommerzieller Erfolg, wurde aber auf der ganzen Welt verkauft. Kritiker äußerten sich sehr positiv über die Leistungen der Musiker als auch über die gute Klangqualität. 801 Live setzte neue Maßstäbe für Live-Aufnahmen, da die Ausgänge der Gesangsmikrofone, Gitarrenverstärker und andere Instrumente außer Schlagzeug direkt an das mobile Studio-Mischpult angeschlossen waren. Diese sogenannte Direct Injection-Methode wurde seit Jahren im Studio verwendet und erlaubte eine weitgehend rauschfreie Live-Aufnahme.

## Besetzung
- Phil Manzanera (Gitarre)
- Brian Eno (Keyboard, Synthesizer, Gitarre, Gesang)
- Bill MacCormick, ex Quiet Sun, Matching Mole (Bass, Gesang)
- Francis Monkman, ex Curved Air, Sky (Fender Rhodes Piano, Clavinet)
- Simon Phillips (Schlagzeug)
- Lloyd Watson (Slide-Gitarre, Gesang)

## Diskografie

### Studio-Alben
- 1977: Listen Now

### Live-Alben
- 1976: 801 Live
- 1997: 801 Manchester (aufgenommen 1977)
- 2001: Live at Hull (aufgenommen 1977)